# Toy (pjesma)
"Toy" je pjesma izraelske pjevačice Nette. Tekst i skladbu napisali su Doron Medalie i Stav Beger. Pjevačica Netta je s ovom pjesmom pobijedila na izboru Pjesme Eurovizije 2018. godine u Portugal s 529 bodova ispred Cipra i Austrije.
Pjesma je izabrana 11. ožujka 2018. godine s popratnim video spotom.

## Tekst
Tekst pjesme je uglavnom na engleskom jeziku, osim hebrejskih izraza "ani lo buba" što u prijevodu znači "ja nisam lutka" i izraza "stefa" što u prijevodu na hrvatski znači "gomila novčanica".

## Pjesma Eurovizije 2018.
Netta s pjesmom "Toy" natjecala se na izboru za Pjesmu Eurovizije 2018. godine. U prvom polufinalu, između 19 pjesama osvojila je prvo mjesto s 282 boda, a iza sebe je ostavila Cipar i Češku. U finalnoj večeri 12. svibnja 2018., između 26 pjesama osvojila je 529 bodova, što je u konačnici bilo prvo mjesto i pobjednička pjesma Eurovizije 2018. S 93 boda manje na drugoj poziciji nalazila se pjesma Fuego iz Cipra te s 138 bodova manje od pobjedničke pjesma Nobody but You austrijskog predstavnika.